# Sabizabulin
Sabizabulin (VERU-111) ist eine chemische Verbindung aus der Gruppe der Indol- und Imidazol-Derivate und ein experimenteller Arzneistoff. Sabizabulin wirkt als Mitosehemmer und befindet sich in der Entwicklung (Phase III) als Chemotherapeutikum zur Behandlung von kastrationsresistenten metastasierten Prostatakarzinom. Auch zur Behandlung von Infektionen mit SARS-CoV-2 (COVID-19) wird es untersucht. Sabizabulin wird von dem US-amerikanischen, an der NASDAQ gelisteten Pharmaunternehmen Veru Inc. erforscht.

## Verwendung
Als Arzneimittel ist Sabizabulin noch in keinem Land der Welt zugelassen. In den USA stellte Veru im Juni 2022 einen Antrag auf den Notfallgebrauch (EUA application) für die Behandlung von COVID-19, in der EU begann die Emergency Task Force (ETF) der europäischen Arzneimittelagentur EMA auf Betreiben Deutschlands im Juli 2022 mit der Prüfung der verfügbaren Daten. EU-Mitgliedstaaten können sich auf das EMA-Gutachten stützen, wenn sie beabsichtigen, die Verwendung des Arzneimittels zur COVID-19-Behandlung vor einer möglichen Zulassung zu genehmigen.

## Eigenschaften
Sabizabulin ist oral verfügbar und verhindert den intrazellulären Vesikeltransport entlang von Mikrotubuli, einem Teil des Zytoskeletts. Es bindet an die Colchicin-Bindungsstelle der Alpha- und Beta-Tubulin-Untereinheiten der Mikrotubuli und vernetzt die Mikrotubuli, wodurch die Polymerisation der Mikrotubuli in Tumorblutgefäßendothelzellen und Tumorzellen gehemmt wird. Dies blockiert die Bildung des mitotischen Spindelapparats und führt zu einem Stillstand des Zellzyklus in der G2/M-Phase. Infolgedessen unterbricht dieser Wirkstoff das Tumorgefäßsystem und den Blutfluss im Tumor, entzieht den Tumorzellen die Nährstoffe und löst die Apoptose aus. Da Mikrotubuli außerdem eine wichtige Rolle beim intrazellulären Transport spielen, kann die Hemmung ihrer Polymerisation den Transport des Androgenrezeptors (AR) in den Zellkern sowie den Transport eines Virus in der Zelle stören. Dies kann die Virusreplikation und den Zusammenbau des Virus verringern. Die Hemmung der Tubulinpolymerisation kann auch die Freisetzung von entzündungsfördernden Zytokinen hemmen und die Aktivitäten von Entzündungszellen unterbrechen. Sabizabulin ist kein Substrat von P-Glykoprotein (Pgp), einer Efflux-Pumpe, die bei Überexpression eine Resistenz gegen Taxane verleihen kann. In einer Phase-III-Studie zur Behandlung von schweren Verläufen von Covid-19 senkte Sabizabulin die Letalität nach Herstellerangaben um 55 %. Die Testphase wurde vorzeitig gestoppt, damit das Medikament der Placebo-Kontrollgruppe nicht mehr vorenthalten werden musste.